# Bellamyplein 57 (Amsterdam)
Bellamyplein 57, Amsterdam is een gebouw aan het Bellamyplein in Amsterdam-West. Het gebouw is sinds mei 2002 een rijksmonument.
Het gebouw werd neergezet in de periode 1901-1903 toen er ook gebouwd werd aan wat de Remise Tollensstraat zou worden. Aan de westelijke grens van de bijbehorende terreinen verrees een dubbele dienstwoning. Het gebouw kreeg voor de begane grond huisnummer 57, de etages straatadres Bellamystraat 1. Het gebouw kent vier bouwlagen. De eerste bouwlaag is vermoedelijk gebouwd op een kelder en/of souterrain; door middel van een opstapje kan de entree bereikt worden. Het gebouw is grotendeels opgetrokken uit baksteen met hier en daar natuursteen in sluitstenen, bovendorpels etc. De begane grond heeft een opvallende hoogte met dito ramen, die afgesloten worden met die bovendorpels. Er zijn vervolgens twee verdiepingen met ramen met daarboven ontlastingsbogen. Na de daklijst volgt een zolderetage onder een schilddak. Een uitzondering daarop is de zuidoostelijke hoek, die een extra verdieping meekreeg. Onder het monument valt ook de aangebouwde houtschuur, die slechts één bouwlaag hoog is.
Belangrijk is tevens het interieur van de gebouwen met bijvoorbeeld jugendstilornamenten en nog origineel hang-en-sluitwerk. 

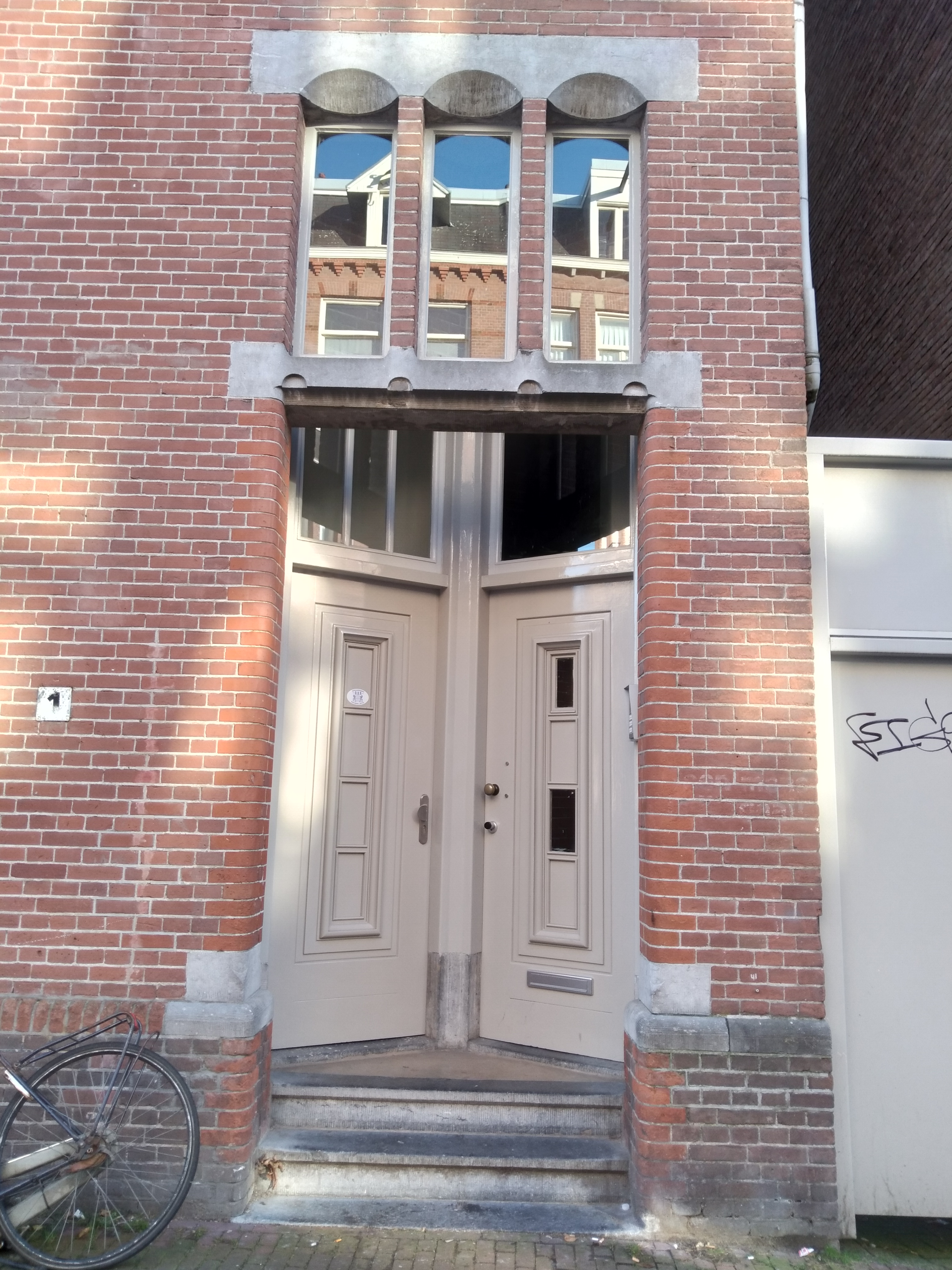
Toegang (november 2021)